# Jean Desforges
Pour les articles homonymes, voir Desforges.
Jean Catherine Desforges (née le 4 juillet 1929 à Londres - morte le 25 mars 2013 à Welwyn) est une athlète britannique, spécialiste du sprint et du saut en longueur.

## Carrière
Elle se révèle lors des Championnats d'Europe de 1950, à Bruxelles, en remportant le titre du relais 4 × 100 m associée à Eileen Hay, Dorothy Hall et June Foulds.
Elle participe aux Jeux olympiques de 1952, à Helsinki. Cinquième de l'épreuve du 80 m haies, elle se classe troisième du relais 4 × 100 m, derrière les États-Unis et l'Allemagne, en compagnie de Sylvia Cheeseman, June Foulds-Paul et Heather Armitage. 
En 1953, elle devient la première athlète britannique à franchir la barrière des 20 pieds au saut en longueur en réalisant 6,10 m à Nienburg/Weser.
L'année suivante, Jean Desforges remporte le concours de la longueur des Championnats d'Europe de Berne avec un bond à 6,04 m. Elle devient à cette occasion la première athlète britannique titrée sur deux épreuves différentes au niveau continental. Elle décroche les médailles de bronze du 80 m haies et du saut en longueur lors des Jeux de l'Empire britannique et du Commonwealth de 1954. 
Elle remporte les titres nationaux du 80 m haies en 1949, 1952, 1953 et 1954, du saut en longueur et du pentathlon en 1953 et 1954.

### Palmarès
| Date | Compétition           | Lieu      | Résultat | Épreuve          |
| ---- | --------------------- | --------- | -------- | ---------------- |
| 1950 | Championnats d'Europe | Bruxelles | 1re      | 4 × 100 m        |
| 1952 | Jeux olympiques       | Helsinki  | 3e       | 4 × 100 m        |
| 1954 | Championnats d'Europe | Berne     | 1re      | Saut en longueur |
| 1954 | Jeux du Commonwealth  | Vancouver | 3e       | 80 m haies       |
| 1954 | Jeux du Commonwealth  | Vancouver | 3e       | Saut en longueur |

### Records
| Épreuve    | Performance | Lieu | Date |
| ---------- | ----------- | ---- | ---- |
| 80 m haies | 11 s 1      |      | 1954 |